# Viktor Madarász
Viktor Madarász (n. 14 decembrie 1830, Štítnik, Košický kraj, Slovacia – d. 10 ianuarie 1917, Budapesta, Austro-Ungaria) a fost un pictor maghiar în stilul romantic. El este cel mai bine cunoscut pentru scene istorice și portrete.

## Biografie
Descindea dintr-o familie nobilă sărăcită originară din comitatul Gömör-KisHont. Tatăl lui, András, era un producător de articole din metal. Inițial, el a fost destinat să urmeze o carieră juridică și a mers la studii la Pozsony.
Când a început Revoluția Maghiară, el și fratele său (numit tot András) au părăsit școala pentru a se alătura luptei. A participat la numeroase acțiuni revoluționare, a devenit locotenent II și a fost prezent în timpul capitulării de la Șiria. După ce s-a ascuns o scurtă perioadă, s-a întors acasă pe jos și s-a alăturat familiei sale la Pécs. Și-a continuat studiile juridice, dar a început, de asemenea, să ia lecții de la un artist local.
În 1853 s-a înscris pentru continuarea pregătirii artistice la Academia de Arte Frumoase de la Viena. Doi ani mai târziu, el a intrat la clasa de pictură istorică a lui Ferdinand Georg Waldmüller. Prima pictură istorică, Curuți și lobonți (reprezentând frați luptându-se de pe poziții opuse), a fost primită cu căldură. În 1856 a mers la Paris, unde a studiat în studiourile lui Léon Cogniet și la École des Beaux Arts. El a fost, de asemenea, influențată de stilul lui Paul Delaroche. Pictura Jelirea lui Hunyadi László a câștigat o medalie la Salonul artistic de la Paris din 1861.
S-a întors în Ungaria în 1870, dar stilul său a fost intens criticat pentru că se considera că era prea franțuzesc și diminua considerabil fervoarea revoluționară. În 1873, după criticarea dură a lucrării „Gabriel Bethlen în mijlocul oamenilor de știință”, s-a retras din activitatea de pictor și a preluat afacerea tatălui său. A fost atât de descurajat încât că multe dintre cele mai bune lucrări ale sale au fost date gratuit.
În 1902 afacerea lui a intrat în faliment, iar bunurile sale au fost vândute la licitație. În anul următor, el a încercat să-și reia cariera artistică de pictor portretist, dar nu s-a mai putut ridica la standardele anterioare. A murit, complet uitat, în timpul Primului Război Mondial.

## Picturi (selecție)

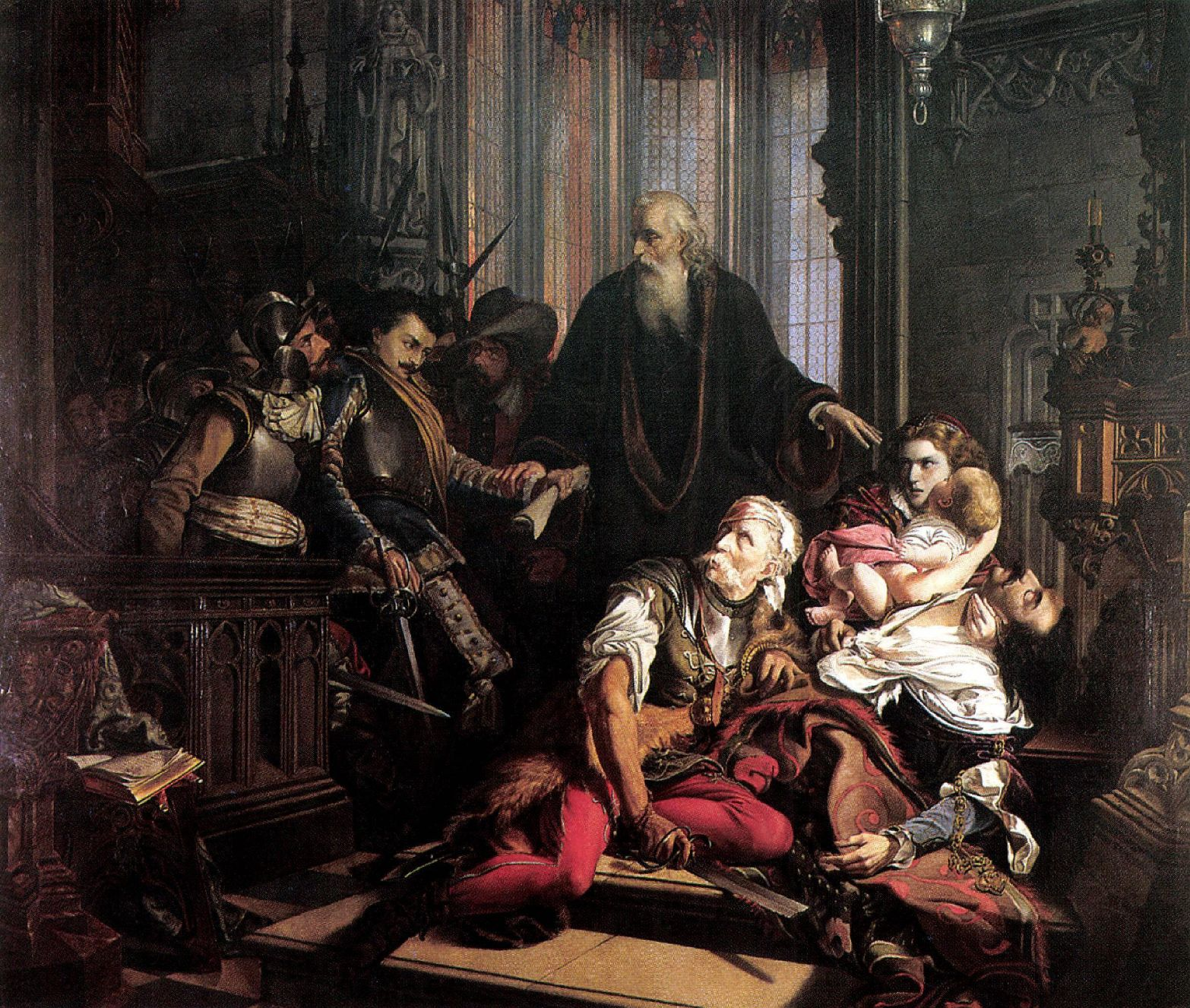
Curuți și lobonți
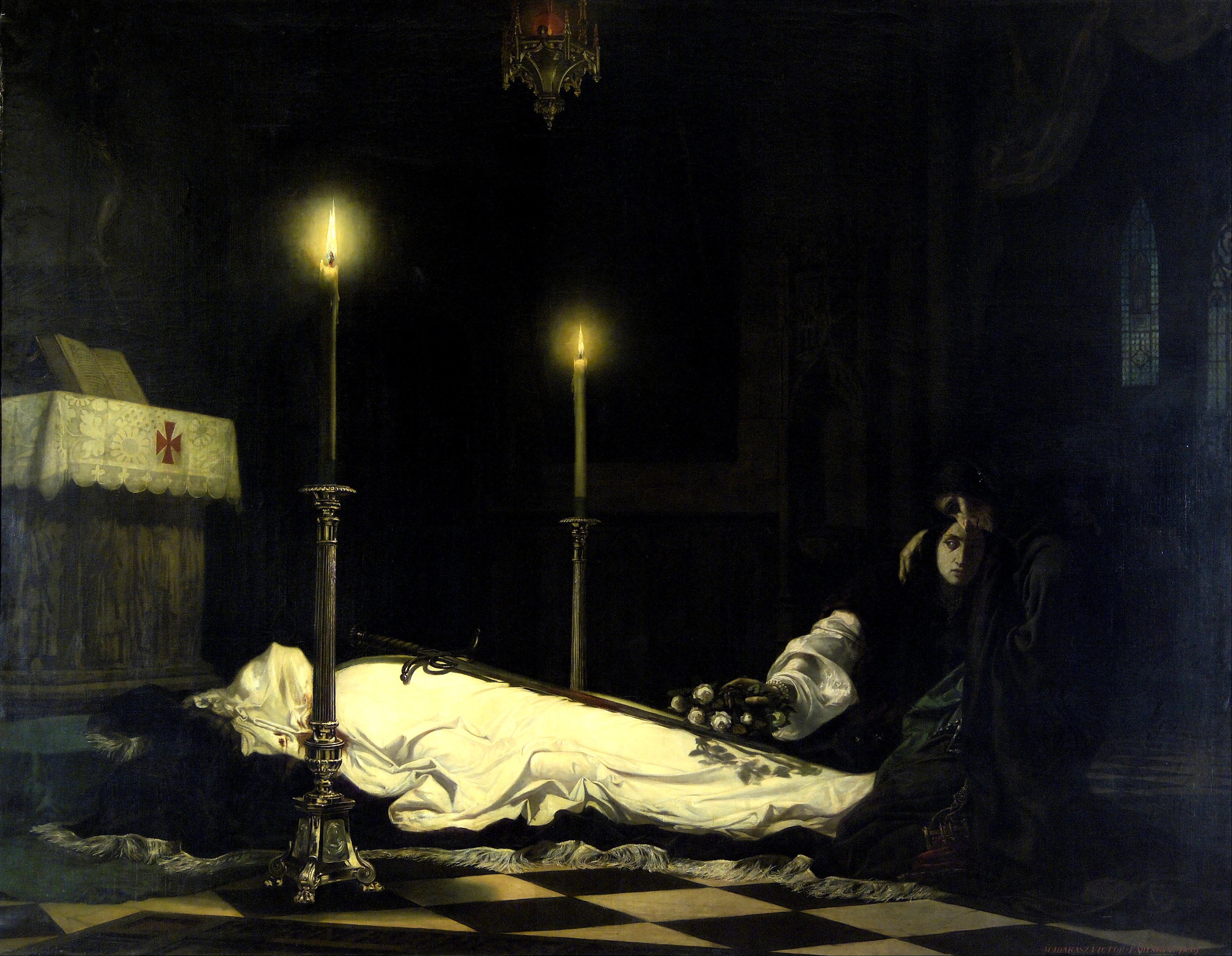
Jelirea lui László Hunyadi
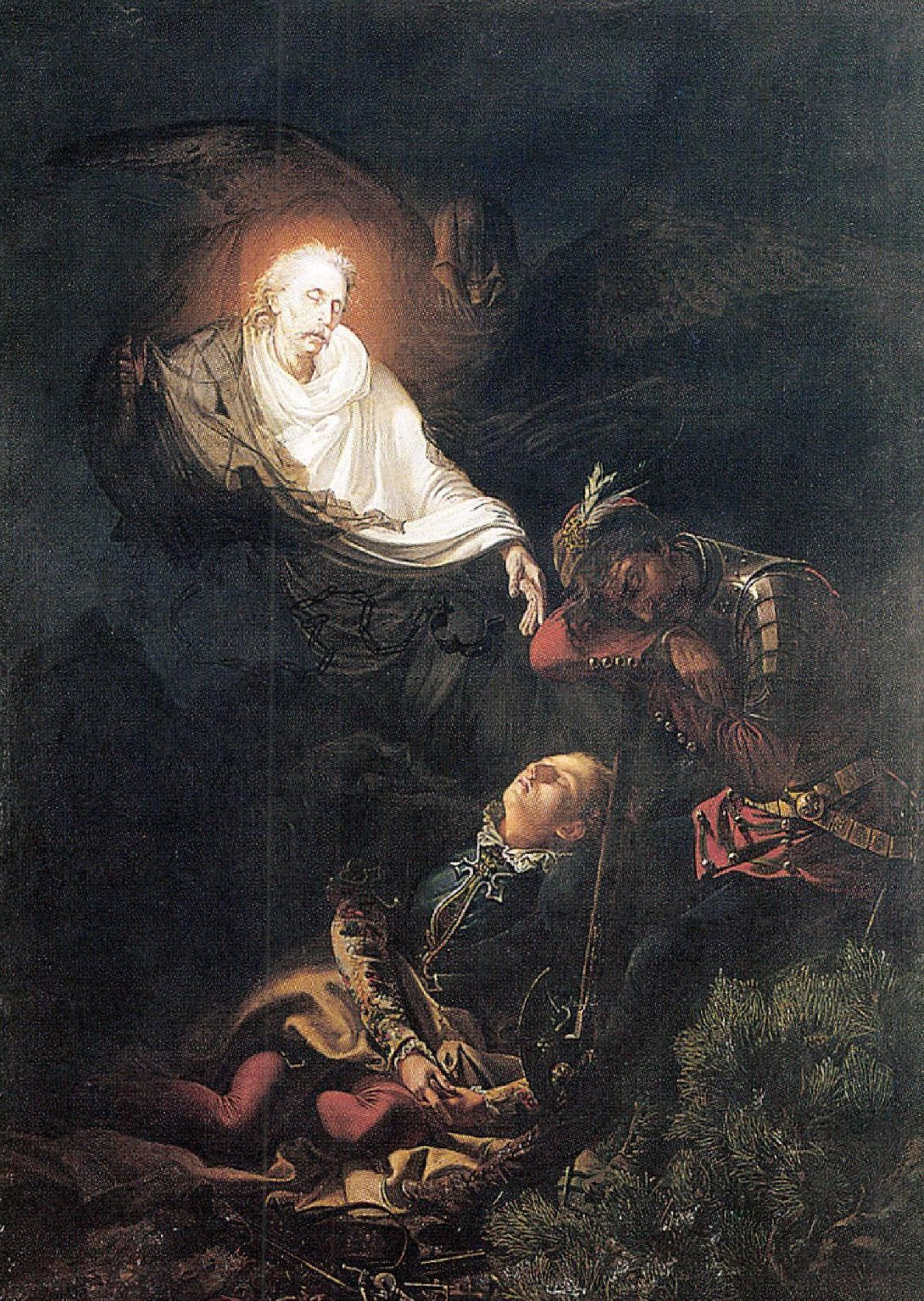
Visul lui Thököly
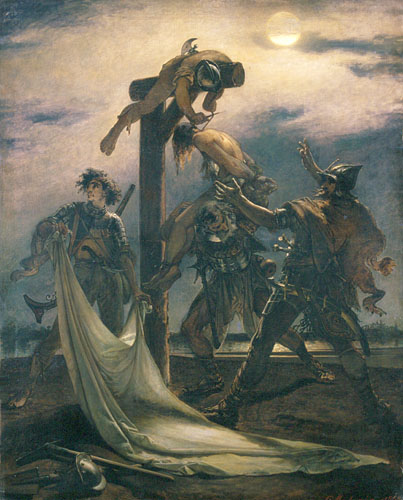
Oamenii lui Gheorghe Doja
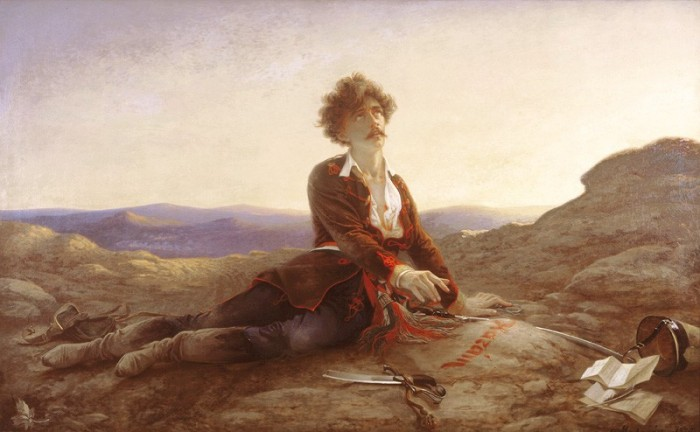
Moartea lui Petőfi

## Legături externe
- Opere de sau despre Viktor Madarász la Internet Archive
- An appreciation of Madarász by Ödön Kacziány @ Művészet